# Seznam nosilcev reda Slovenske vojske na lenti
Seznam nosilcev reda Slovenske vojske na lenti.

## Seznam
(datum podelitve - ime)
- 16. maj 1993 - 1. specialna brigada MORiS - 2. bataljon POV PZO 2. PŠTO - lahki topniški raketni vod PZO 44. brigade TO

- 6. maj 1998 - Albin Gutman
- 17. junij 2024 - Damir Črnčec